# Räddningsstation Mariestad (sjöräddning)
Räddningsstation Mariestad är en av Sjöräddningssällskapets räddningsstationer.
Räddningsstation Mariestad ligger i hamnen i Mariestad. Den inrättades 2010 och har 20 frivilliga. 

## Räddningsfarkoster
- Rescue Swedbank, en tidigare Storebro Stridsbåt 90 E, byggd 1994
- 8-07 Rescue Thorsten Brunius, en 8,4 meter lång öppen räddningsbåt av Gunnel Larssonklass, byggd 1998
- Rescue B-G Nilson, en 5,25 meter lång, täckt svävare, byggd 2007

## Tidigare räddningsfarkoster
- Rescue S-11 Smulle, en 4,1 meter lång öppen svävare, byggd 2010, senare Räddningsstation Karlsborg och Räddningsstation Hjälmaren